# Пироговка (Черниговская область)
Пирого́вка (укр. Пирогівка) – село, расположенное на территории Бахмачского района Черниговской области (Украина).
Население составляет 10 жителей (2006 год). Плотность населения — 34,95 чел/кв.км.
Впервые упоминается в 1630 году.
Село Пироговка находится примерно в 15 км к востоку от центра города Бахмач. Средняя высота населённого пункта — 137 м над уровнем моря. Село находится в зоне умеренного умеренно континентального климата.
Национальный состав представлен преимущественно украинцами, конфессиональный состав — христианами.